# Proteroctopus
Proteroctopus ribeti
Genre
Espèce
Proteroctopus est un genre fossile de céphalopode Octobrachia ayant vécu au Callovien inférieur (Jurassique moyen), il y a environ 165 Ma (millions d'années),. La seule espèce rattachée à ce genre, Proteroctopus ribeti, a d’abord été décrit comme appartenant au groupe des Octopoda (groupe auquel appartiennent les poulpes actuels) à la suite de l’analyse de sa morphologie externe, ce qui en faisait le plus ancien représentant de la branche à laquelle appartiennent les pieuvres actuelles. Cette affinité a été questionnée du fait du manque d’information sur l’anatomie interne du fossile, en particulier sur la potentielle présence d’un gladius (vestige de coquille interne),. 
Une seule espèce est rattachée au genre, Proteroctopus ribeti, décrite par Jean-Claude Fischer (d) et Bernard Riou (d) en 1982.

## Historique
Le seul spécimen découvert de cette espèce a été extrait en 1973 par Bernard Riou de sédiments très fins (calcaires argileux et marnes, propices à la conservation des fossiles d'animaux à corps mous) du Lagerstätte de La Voulte-sur-Rhône dans la région française d'Auvergne-Rhône-Alpes,,.

## Description
La morphologie de Proteroctopus ribeti indique un milieu de vie de type a necto-épipélagique.
Cette espèce est considérée comme le plus ancien poulpe (octopode) connu. Le spécimen découvert appartient à la collection du Musée de Paléontologie de La Voulte-sur-Rhône.
La faune du site du Lagerstätte de La Voulte-sur-Rhône inclut d'autres céphalopodes coléoïdes comme des « calmars » : Rhomboteuthis lehmani, Romaniteuthis greveyi, Teudopsis sp. et Gramadella piveteaui  ainsi qu'un « calmar vampire » : Vampyronassa rhodanica.